# Jean-Louis Viard
Pour les articles homonymes, voir Viard.
 (juin 2015).
Si vous disposez d'ouvrages ou d'articles de référence ou si vous connaissez des sites web de qualité traitant du thème abordé ici, merci de compléter l'article en donnant les références utiles à sa vérifiabilité et en les liant à la section « Notes et références ».
Jean-Louis Viard, né le 21 décembre 1917 à Orsay et mort le 16 février 2009 à Paris, est un peintre, graveur et cartonnier français.

## Biographie
Issu d'une famille d'entrepreneurs de la région parisienne, Jean-Louis Viard fait ses études secondaires au lycée Henri-IV à Paris. Il copie les tableaux des maîtres (Vermeer, Rubens, Rembrandt) et fait des pastels et des tableaux de petits formats.
Il entre en 1938 à l'École nationale supérieure des beaux-arts de Paris et suit des cours du soir à la Ville de Paris. Peintre abstrait et graveur, Jean-Louis Viard s'oriente vers la tapisserie. Il obtient le second grand prix de Rome de gravure en taille douce de 1942.
Il fait la connaissance d'Odile Raymond, artiste peintre et professeur de dessin, qu'il épouse en 1943. De cette union naîtra un fils, Rémy Viard. Ils ont tous les deux un atelier parisien à la cité Montmartre-aux-artistes au 189, rue Ordener depuis 1943.
Jean-Louis Viard commence par réaliser des illustrations pour des ouvrages littéraires. Boursier de la Ville de Paris, il est lauréat de la Casa de Velàsquez en 1951 et retrouve à Madrid en Espagne les autres lauréats de la 22e promotion artistique qui resteront des amis tout au long de leur vie Il y rencontre André Pédoussaut et le graveur Jean-Marie Granier, futur membre de l'Institut.
Rentré en France, il devient professeur de dessin de la Ville de Paris de 1951 à 1989 où il enseigne dans de nombreux établissements scolaires. Il remporte plusieurs prix de gravure et de tapisserie, et devient responsable de la section tapisserie au Salon Comparaisons. Il est également maître de conférences de dessin à l'École polytechnique, directeur des cours du soir de dessin pour adultes de la rue Lepic à Paris. Pierre Risch sera un de ses élèves de 1965 à 1970, leur amitié durera jusqu'à la mort de Viard en 2009.
Jean-Louis Viard réalise bon nombre d'expositions en France et à l'étranger et figure dans de nombreux musées. Il exécute des fresques monumentales pour des écoles à Paris et en Bretagne.
Il est également chargé de la conservation du patrimoine culturel pictural et sculptural de l'État réalisé dans le cadre du 1 % artistique.
Jean-Louis Viard meurt le 16 février 2009 à Paris.

## Œuvres

### Estampe
- Le Pont, gravure.
- Le regard de l'espion, 1986, eau-forte.
- Auto stop, 1987, eau-forte.
- Week-end, 1987, eau-forte.
- Angoisses, 1987, eau-forte.
- Grande Bouffe, 1987, eau-forte.
- Les sentiers du silence, 1992, eau-forte.
- Nos vestiges, 1995, eau-forte.
- La Pensée, eau-forte.
- Nacelles blanches, eau-forte.

### Illustration
- Voltaire, Les Petits comtes, présentés par André Billy, 52 eaux-fortes sur cuivre, Éditions nationales, 1945.
- Baudelaire, Les Paradis Artificiels, Éditions du Panthéon, Paris, 1945.
- Chritisne Garnier, Éléonore jusqu'où voient mes yeux, Éditions de la Nouvelle France, Collection Chamois, no 16, 1946.
- Paul Vialar, Une Ombre, Éditions de la Nouvelle France, 1946.
- Alfred de Musset, Confessions d'un Enfant du Siècle, Éditions du Vieux Monaco, 1947.
- Charles-Louis Philippe, Le Père Perdrix, Éditions Stock, 1948.
- Marie-Claire Bancquart, Abécédaire, Éditions Manière Noire, 1998.

### Tapisserie
- Gap (Hautes-Alpes), casernement de Belle-Aureille : Neige, Fleurs du Soleil, 1982, réalisé dans le cadre du 1 % artistique.
- Compiègne (Oise), collège de Lassigny : Turbulences, 1998, commande du conseil général de l'Oise.

### Peinture murale
- Lanester, école primaire et maternelles : décorations murales.
- Les Clayes-sous-Bois : étude de polychromie pour la réalisation d'un hameau de 92 maisons (structure bois), 1993.
- Paris, rue Gustave-Zédé, école de jeunes filles : Jeux, 1959-1960, peinture murale marouflée.

## Récompenses
- 1942 : second grand prix de Rome de gravure en taille douce.
- 1951 : prix de la Casa de Velàsquez à Madrid.
- 1972 : prix de la tapisserie, Salon du Val-d'Oise.
- 1974 : prix de la gravure, musée de Bayeux[Lequel ?].
- 1975 : prix de la tapisserie, Salon du Val-d'Oise.

## Expositions
- 1964 : Sardarapat et Erivan (Arménie), exposition organisée par la galerie La Demeure.
- 1965 : château de Sceaux (Hauts-de-Seine) ; Berlin [R.D.A) Intergrafik-gravures) 1967, 1970, 1987.
- 1967 : galerie des arts, tapisseries, avec le sculpteur Ilio Signori.
- 1967 : Paris, Bibliothèque nationale de France.
- 1967 : Dammarie-les-Lys (tapisseries, gravures et dessins) avec le peintre C.Cléro.
- 1968 : hôtel de Sens à Paris (tapisseries).
- 1968-1995 : Bibliothèque nationale de France (gravures, dépôt légal).
- 1969 et 1980 : musée de  Saint-Denis (Seine-Saint-Denis) (gravures et tapisseries) et Tapisseries et Poésies, poèmes d'Antonio Machado, organisée par la galerie La Demeure.
- 1970 : Mussidan, avec le sculpteur Collamarini.
- 1971-1983 : musée du Havre, (Seine-Maritime) (tapisseries) organisée par la galerie la Demeure.
- 1971 et 1983 : musée de Bayeux (gravures) tous les ans jusqu'en 1983, puis reprise en 1986, 1987, puis en 1989 et 1990.
- 1972 : Rouen (tapisseries et gravures) ; Pontoise (Oise) et Salers (tapisseries).
- 1972 : Montréal (Canada), exposition organisée par la galerie La Demeure.
- 1973 : Paris, Salon d'Automne: La Combe (tapisserie)[5].
- 1974 : Hardelot et Paray-le-Monial (tapisseries), Ibiza en Espagne (gravures).
- 1975 : Esse/Confolens, Le Logis du Beau (tapisseries).
- 1976 : galerie l'Atelier, Écluzelles, tapisseries.
- 1976, 1994 : UNESCO, Paris (tapisseries) ; établissements Stafor à Paris avec le peintre et cartonnier M.Fochler (tapisseries).
- 1977 : château de Chenonceau (Indre-et-Loire) (tapisseries) ; Orly Aéroport, avec les peintres J.M. Savage, le peintre cartonnier M. Fochler (tapisseries).
- 1978 : musée de Cherbourg (gravures) ; États-Unis (tapisseries) ; Nevers à la chapelle Sainte Marie (tapisseries) ; Bagnolet, Maison pour tous, avec Fochler.
- 1979 : galerie l'Art et la Paix, Marans, tapisseries et gravures, .
- 1979 : Bayeux, musée Baron Gérard, atelier Lacourière-Frélaut.
- 1979 : musée d'art moderne, Paris, atelier La Courrière-Frélaut, gravures.
- 1980 : château de Culan (Cher) (tapisseries) organisée par la galerie La Demeure.
- 1981 : Palais des Papes à Avignon (Vaucluse) (tapisseries) ; Albi (Tarn) au musée Toulouse-Lautrec, avec les peintres J.M. Savage et M. Fochler (tapisseries).
- 1982 : galerie Racine, Paris, tapisseries, avec le sculpteur Benoît Luyckx.
- 1982 : château de Puyguilhem (tapisseries).
- 1982 : musée de l'abbaye de Fontevraud (tapisseries) organisée par la galerie La Demeure ; Amiens, Crédit agricole (tapisseries et gravures) ; Trappes, festival du livre (tapisseries et gravures) ; École polytechnique à Palaiseau (tapisseries et gravures).
- 1983 : Vancouver (Canada) (tapisseries) ; mairie de Villejuif (gravures).
- 1984 : château de Bourdeilles (gravures) ; Saint-Savin sur Gartempe (tapisseries) ; Malakoff (Hauts-de-Seine) (tapisseries et gravures) ; Paris hôtel Astra (gravures).
- 1985 : château de Vaux-le-Pénil (gravures).
- Galerie Alexandra Monett, Bruxelles (Belgique), gravures, avec le peintre Michel Fochler, 1985.
- Galerie Bernheim-Jeune, Paris, tapisseries, 1985.
- Ermont, 1985-1990.
- 1986 : Versailles ; Les Ulis ; Clichy (tapisseries).
- 1988]: exposition itinérante : Ablon, Bry-sur-Marne, Paray-Vielle-Poste, Vincennes, Villeneuve-Saint-Georges.
- 1989 : La Villedieu (gravures) ; Villeneuve-sur-Lot (tapisseries) ; palais des Rois de Majorque à Perpignan (tapisseries) ; Albi, musée Toulouse-Lautrec avec les peintres Yves Jobert et Maurice A. Portal (gravures).
- 1990 : Nairobi (Kenya) et Bujumbura (Burundi) (tapisseries).
- Chamalières, 1991.
- 1991 : musée du Cardinal Fleury à Lodève (tapisseries et gravures) ; Fontenay-sous-Bois Dialogue 91 (gravures) ; Saint-Germain-en-Laye, Apocalypses (tapisseries).
- 1992 : Granville (Normandie), centenaire de la naissance de Jean Lurçat (tapisseries).
- 1994 : galerie Hollar, Prague, gravures.
- 1994 : galerie Les Lumières, Nanterre, tapisseries et gravures.
- 1994 : château de Spontin à Namur en (Belgique) ; Bagnolet, bibliothèque H.Vaysse (gravures et tapisseries) avec H. Fochler.
- 1996 : La Verrière, Le Scarabée (tapisseries et gravures).
- 1997 : Brive au Théâtre, Objets d'artistes (tapisseries).
- 2003 : galerie de la Fondation Taylor, Paris.
- 2004 : galerie des Arches, Paris, Rétrospective Viard.

### Salons
Jean-Louis Viard expose dans les salons dès 1942.
- 1969 à 1994 :
  - Salon Comparaisons, responsable de la section tapisserie.
  - Salon de la Société nationale des beaux-arts.
  - Salon des artistes français.
  - Salon du dessin et de la peinture à l'eau.
- 1972 : Salon d'automne, Nuremberg, Allemagne, gravures.
  - Salon d'automne de 1973 à Paris : La Combe, tapisserie ; Sables II et Troncs, gravures[6].
- 1973 : Salon d'automne de Varsovie, Pologne, gravures.
- 1975-1977 : 1er et 2e Biennale de la tapisserie française à Menton et Antibes.
- 1979 : Paris, Grand Palais, Vivante Tapisserie Française.
- 1984-1988 : musée de Digne-les-Bains, participation à trois Biennales de la gravure.
- 1985 : Salon Comparaisons au Luxembourg, tapisseries.
- 1987 : Salon de la Société nationale des beaux-arts, Auto-stop ; Weed-Kend ; Angoisses ; Grande-Bouffe[7].
- 1988-2000 : participation à sept Biennales de la gravure à Ermont.
- 1991-1994 : participation à deux Biennale des petits formats, gravures.
- 1994-1998 : participation à trois Biennales de la tapisserie.
- Salon Le Trait, membre du comité, gravure.
- Salon pointe et burin, Le Trait.
- Salon des artistes décorateurs.
- Salon du Val-d'Oise.

## Collections publiques
- Espagne
  - Madrid, Casa de Velázquez.
- France
  - Bagnolet : tapisserie.
  - Bayeux, musée Baron Gérard.
  - Cherbourg, musée des beaux-arts.
  - La Verrière : tapisserie, 2006.
  - Malakoff : gravure.
  - Paris, Bibliothèque nationale de France.
  - Sceaux, musée de l'Île-de-France : gravures.
  - Sète, musée Paul-Valéry : peinture.
  - Trappes : tapisserie.